# 山左口镇
山左口镇，原为山左口乡，是中华人民共和国江苏省连云港市东海县下辖的一个乡镇级行政单位。2022年2月撤乡设镇。

## 行政区划
山左口镇下辖以下地区：
山左口村、石桥河村、鲁庄村、新王庄村、团林村、芝麻巷村、黑埠村、大贤庄村、南古寨村、北古寨村、中寨村、西岭村、白石头村、双湖村和左庄村。